# Mummia

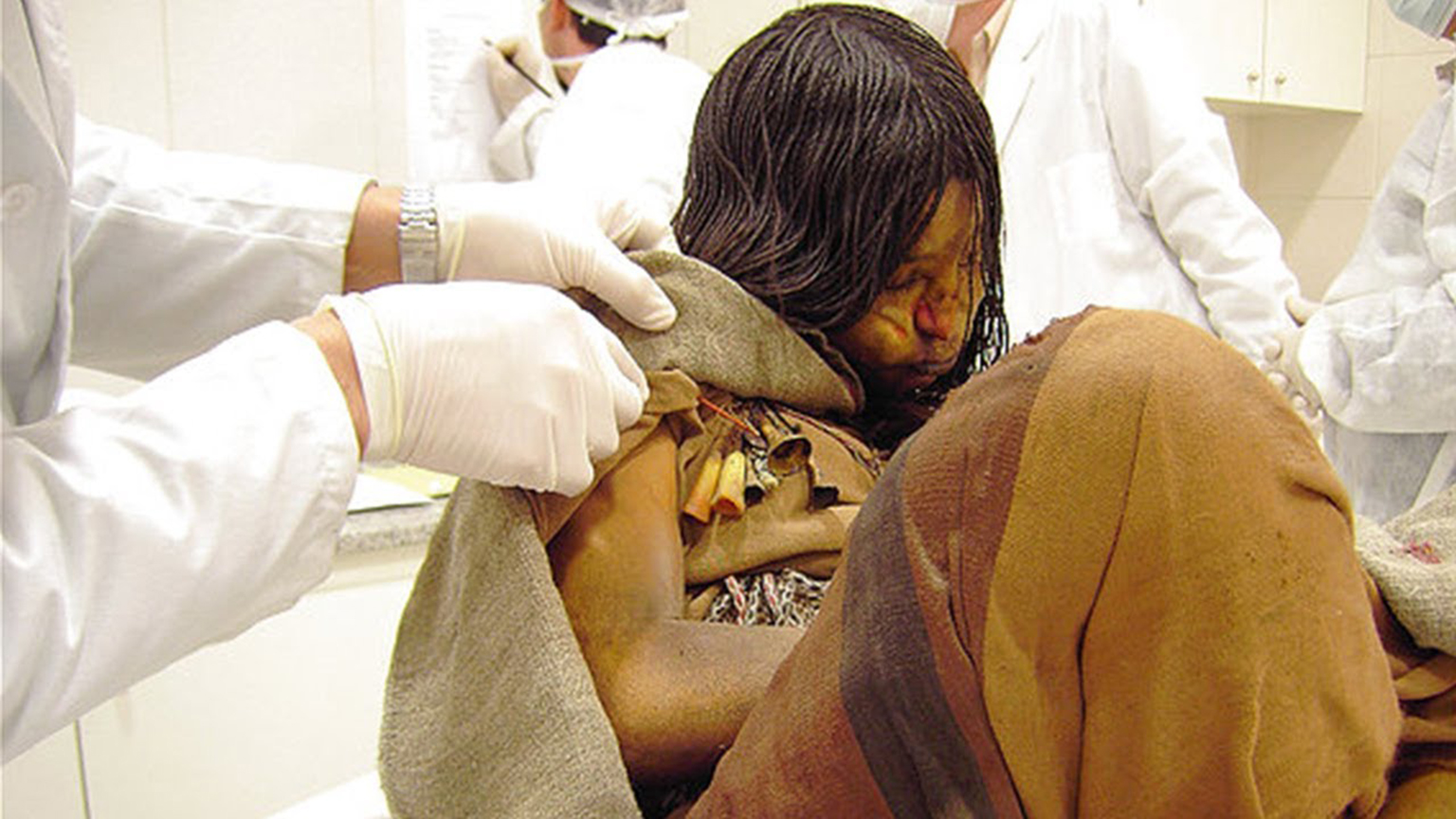
Analisi di laboratorio di una delle "mummie di Llullaillaco", bambini incas sacrificati sulla cima del vulcano Llullaillaco, nella provincia di Salta (Argentina)

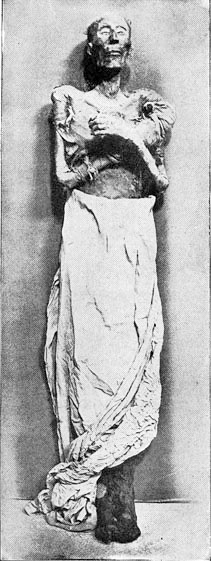
La mummia di Ramesse II

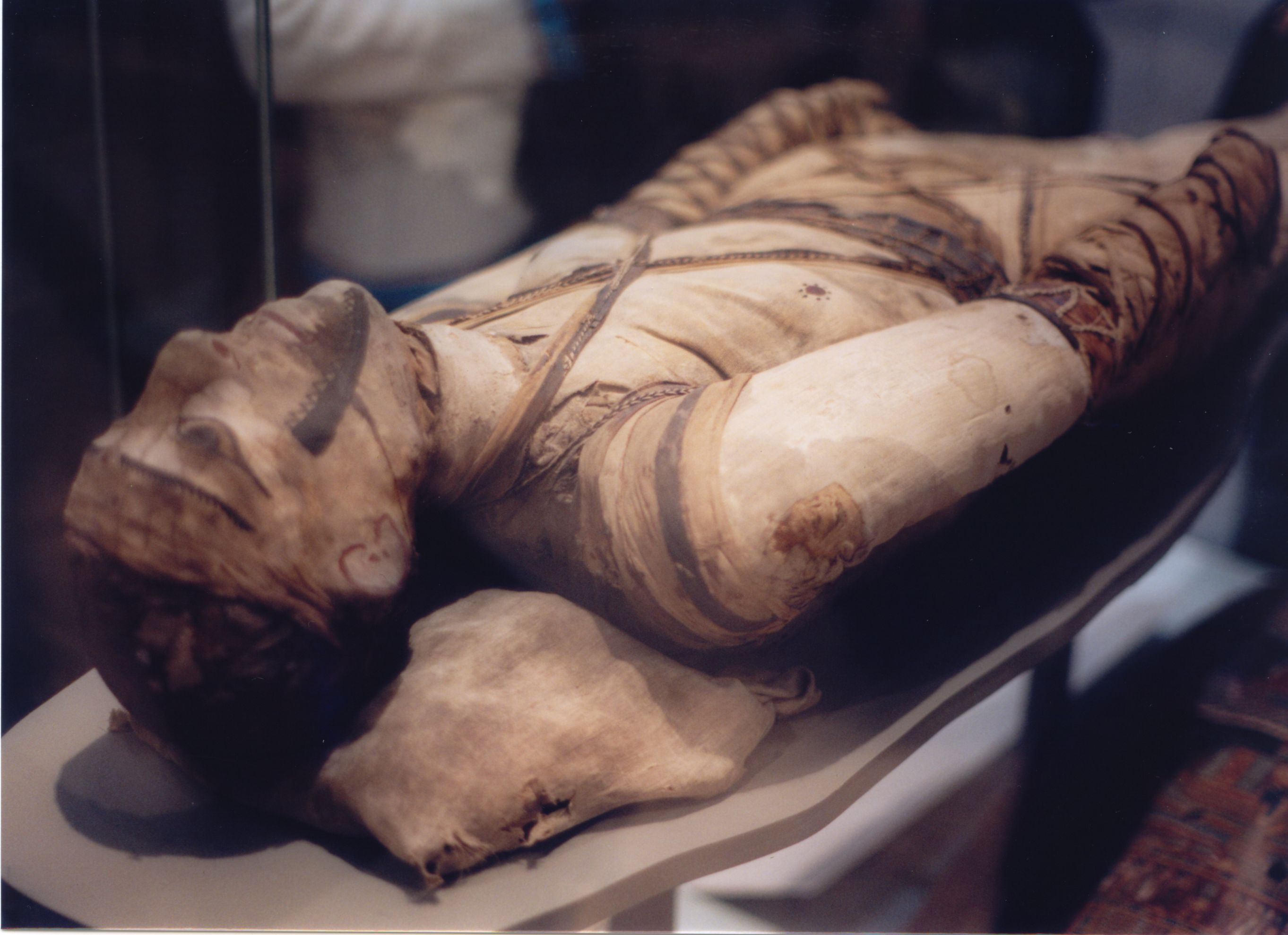
Mummia dalla collezione egizia del British Museum

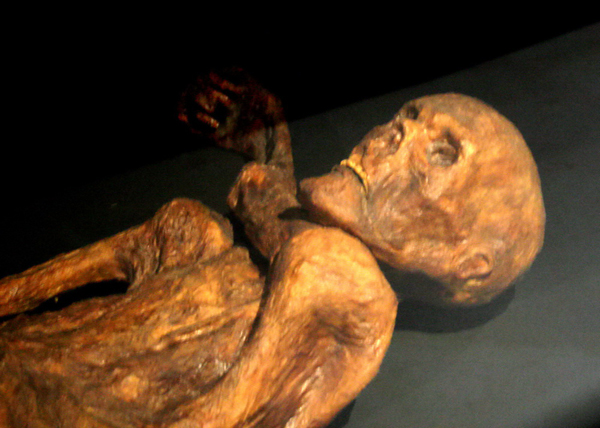
La mummia di Ötzi conservata al museo archeologico dell'Alto Adige

Una mummia (dall'arabo mūmiyya, forse dal persiano mūm, “cera”) è un cadavere che ha subito un processo, naturale o artificiale, in cui i tessuti molli si sono conservati sia per motivi climatici o microclimatici (condizioni di aridità o di gelo intenso o per mancanza di aria), o per intervento umano (spesso in relazione a riti funebri).

## Etimologia del termine
Il termine deriva dal latino medievale mumia, una corruzione della parola araba che significa bitume. La parola trae origine dal colore nero che caratterizza la pelle delle mummie egizie private delle bende; in effetti il bitume fu uno dei componenti del rituale egizio di imbalsamazione, anche se difatti il lessema egiziano che viene tradotto in italiano con "mummia" è  sch,  il quale, oltre che "mummia", significa anche, e prima di tutto, "dignità" e "nobiltà".

## Egitto
A causa della scarsità di documenti egizi non si conoscono le perfette elaborazioni delle loro mummificazioni. Erodoto nei suoi manoscritti riporta l'uso di alcuni prodotti, come: mirra, vino di palma, olio di cedro. Sulla rivista scientifica Nature due chimici dell'Università di Bristol riportano come, analizzando delle mummie, comprese le loro bende, abbiano scoperto che riportavano quantità di grassi e oli vegetali e fu riscontrato anche che gli egiziani per l'imbalsamazione usavano la cera d'api. Infatti nella lingua copta per dire “cera” si diceva “mummia”. Infine i chimici di Bristol, Stephen Buckley e Richard Evershed, hanno decisamente smentito la convinzione, che da secoli ci portiamo avanti, che le mummie contengono bitume, al punto di essere state usate come combustibile nelle moderne locomotive egiziane. Nelle analisi da loro effettuate non si riscontrerebbero tracce di bitume.

## Mummie di origine naturale
Talvolta eventi casuali possono provocare la conservazione di un corpo.
L'uomo del Similaun (Ötzi), rinvenuto nel 1991 ai piedi di un ghiacciaio tra Italia e Austria e datato al 3300 a.C., è un caso di conservazione dovuta al freddo, mentre la mummia di Tollund deve la sua conservazione all'ambiente acido.
Alcune mummie, datate col metodo del carbonio-14 al 7400 a.C. e in cattivo stato di conservazione, sono state rinvenute nella grotta degli Spiriti, in Nevada, nel 1940.
Il deserto intorno alla valle del Nilo, grazie al suo ambiente estremamente arido, ci ha restituito numerose mummie naturali risalenti alle culture egizie del predinastico.
In Inghilterra, Irlanda, Germania, Paesi Bassi e Danimarca sono stati rinvenuti un certo numero di corpi provenienti da torbiere che si ritengono appartenere a vittime di sacrifici umani. In questo caso l'acidità dell'ambiente, la bassa temperatura e la carenza di ossigeno hanno permesso la conservazione persino degli organi interni; talvolta è stato possibile determinare persino i componenti dell'ultimo pasto dall'analisi del contenuto dello stomaco.
Nel 1972 otto mummie sono state scoperte in un insediamento abbandonato dagli Inuit, detto Qilaktsoq, in Groenlandia. Il gruppo, che consisteva di un bambino di circa sei mesi, di uno di quattro anni e di sei donne di varie età, è stato fatto risalire a circa 500 anni fa. In questo caso la mummificazione è stata causata dalla bassa temperatura e dal vento povero di umidità soffiante nella grotta in cui i corpi sono stati trovati.
Alcune delle mummie meglio conservate provengono dalla cultura Inca del Perù e sono anch'esse datate a circa 500 anni fa. Si tratta di bambini sacrificati in modo rituale e posti sulle sommità delle vette delle Ande. Anche in questo caso il clima secco ha completamente disidratato i corpi permettendone la perfetta conservazione.

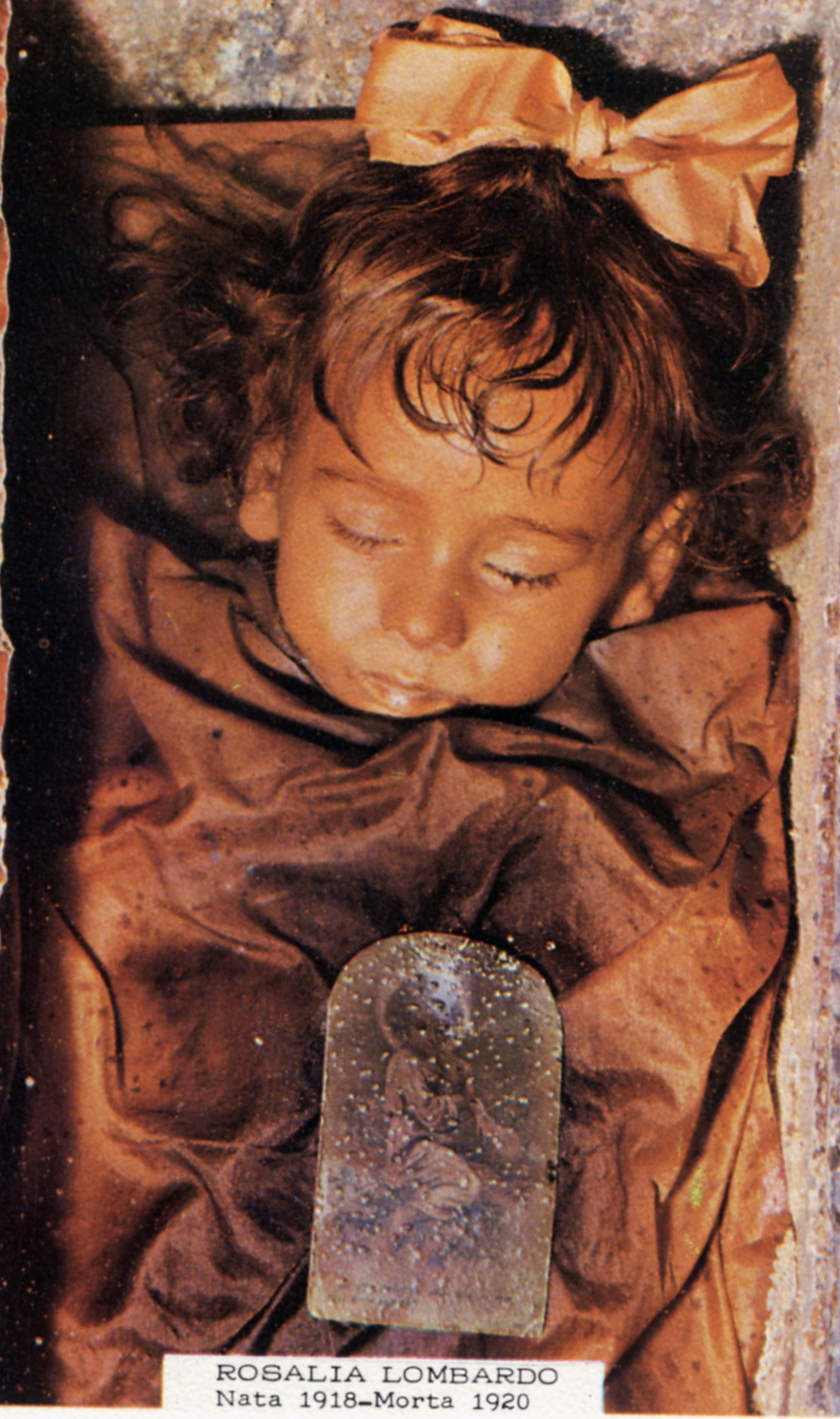
Rosalia Lombardo, conservata all'interno delle catacombe dei Cappuccini, a Palermo.

Tra le mummie naturali italiane di origine medievale va ricordata quella di Santa Zita, conservata nella Basilica di San Frediano a Lucca. Per il periodo moderno sono invece interessanti le mummie di Roccapelago, conservate presso l'omonimo paese in provincia di Modena.
In Sicilia sono stati mummificati dei corpi appartenenti al clero e alla classe benestante tramite la pratica della "scolatura" e databili dal XVI al XX secolo. Oltre alle catacombe dei Cappuccini di Palermo e alla serie di S. Maria della Grazia di Comiso, si hanno i siti di Savoca, Piraino, Santa Lucia del Mela, Novara di Sicilia e Militello Rosmarino, tutti localizzati nella porzione nord-orientale dell'isola (provincia di Messina).

## Mummierituali
Le mummie conservate attraverso specifici procedimenti di mummificazione sono quelle provenienti principalmente dall'antico Egitto. La cultura egizia riteneva che il corpo fosse la sede di una delle Anime, Ba o Ka, e la conservazione del corpo stesso dopo la morte fosse essenziale per la vita nell'oltretomba. La tecnica egizia prevedeva l'asportazione degli organi interni e la disidratazione del corpo attraverso il suo trattamento con il natron, prima dell'avvolgimento del corpo con bende intrise di resine.
Anche nelle antiche culture cinesi si trova la pratica dell'imbalsamazione attraverso l'uso di legno di cipresso e particolari erbe medicinali.
Ulteriori culture in cui troviamo la pratica della mummificazione sono quelle del Centro America.
Presso alcune tribù amazzoniche (Shuar) era tradizione mummificare per disidratazione le teste dei nemici sconfitti in combattimento.

### Le mummie Putt nella cultura dell'antico Egitto

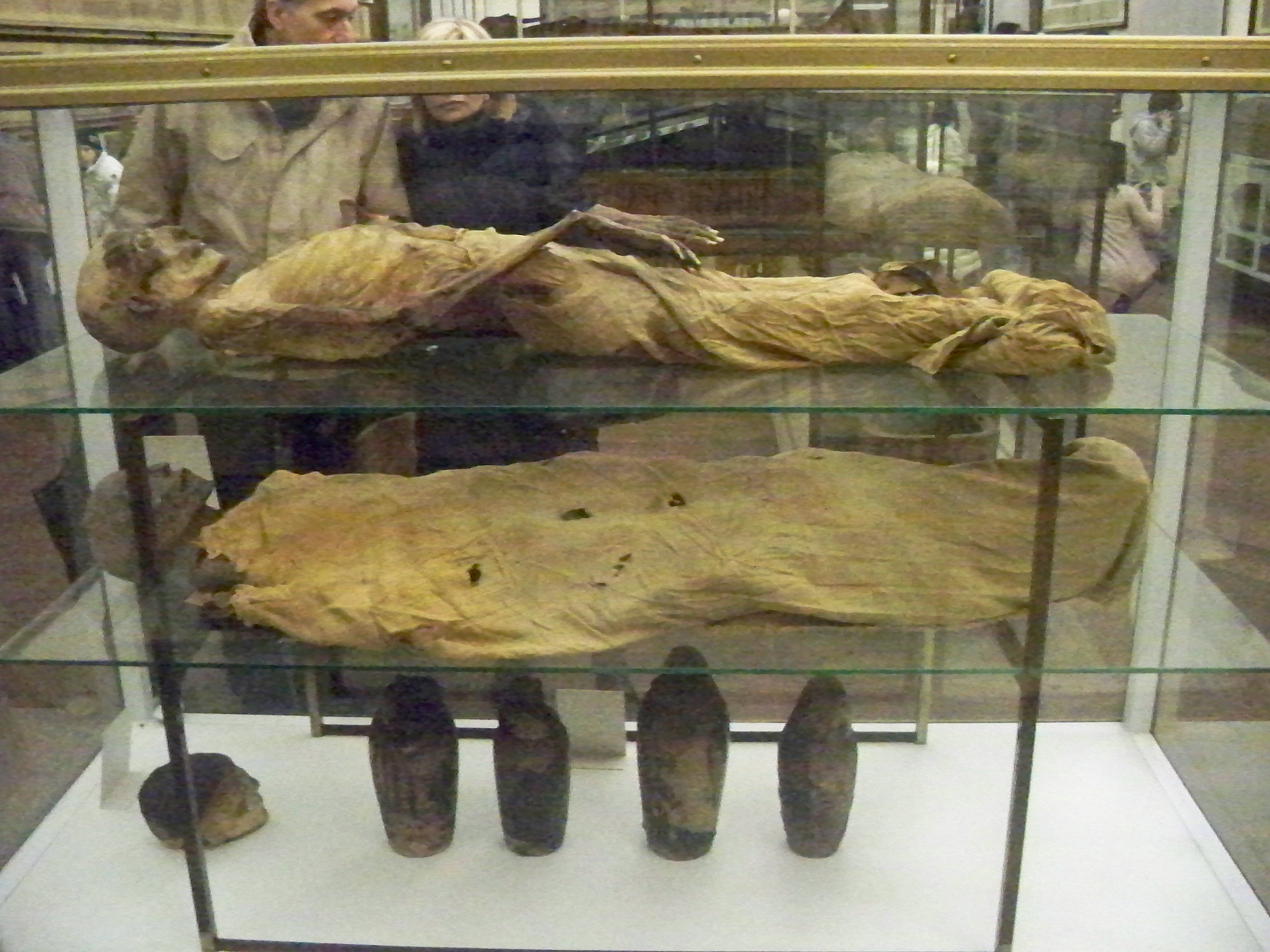
Mummia e vasi canopi conservati al Museo egizio di Torino

I rituali e le tecniche di imbalsamazione compaiono in Egitto solo durante la I dinastia, in precedenza i morti erano semplicemente deposti, in casse di legno rosso, direttamente nella sabbia. L'aridità dell'ambiente provocava una rapida disidratazione del corpo che lo preservava da ulteriori decomposizioni.
In seguito, con l'introduzione delle tombe rivestite in legno, si introdussero anche i rituali e le tecniche per garantire la conservazione del corpo.
La più antica mummia egizia data, approssimativamente, al XXXIV secolo a.C. e si tratta, appunto, di un cadavere conservatosi grazie alle condizioni ambientali. Il corpo, conservato al British Museum di Londra, fu sepolto nella sabbia del deserto coperto da pietre per evitare che fosse sbranato dagli sciacalli insieme a vasellame che conteneva cibo e bevande per il viaggio nell'oltretomba.
A partire dalla I dinastia, comunque, è indubbio lo sviluppo delle tecniche per preservare i corpi attraverso la rimozione degli organi interni e l'avvolgimento in bende di tela.
Lo scopo della mummificazione non era di tipo estetico ed in effetti il corpo, avvolto in bende, veniva chiuso dentro una o più casse di legno che solo in epoca molto più tarda verranno decorate con raffigurazioni del defunto.
La pratica della mummificazione durò per tutto la durata della civiltà egizia e gli ultimi esempi che possediamo risalgono all'inizio dell'era cristiana.
Gli antichi egizi estesero questa pratica anche agli animali.
Animali sacri come tori, ibis, falchi, coccodrilli e gatti vennero mummificati e sepolti in apposite necropoli. La più famosa tra queste è certamente il Serapeum di Saqqara ove erano conservati i corpi mummificati dei tori Api.

### Antiche mummie cinesi
Mummie appartenenti ad una popolazione dalle caratteristiche sorprendentemente nord-europee, sono state rinvenute nella regione del bacino del Tarim e la loro datazione a circa il 1600 a.C. ha messo in luce l'esistenza di antichi contatti tra est ed ovest. È stato proposto che si tratti di sepolture attribuibili agli antenati dei Tocari la cui lingua, di ceppo indoeuropeo, rimase in uso nel bacino del Tarim (l'attuale Xinjiang) fino all'VIII secolo.

Una di queste mummie, nota come l'uomo di Yingpan, proviene appunto da una remota regione dello Xinjang. Gli archeologi, dell'Istituto archeologico della Xinjiang, rinvennero il corpo mummificato aprendo una bara rinvenuta in un cimitero datato a 1900 anni fa. Secondo i resoconti di scavo il corpo si presenta in buone condizioni e sono distinguibili i capelli. Persino i vestiti si sono conservati addirittura nei colori.
Un'altra mummia, più antica, proveniente dalla stessa regione è chiamata la  donna di Loulan e viene datata a circa il 1800 a.C.

### Mummie guance

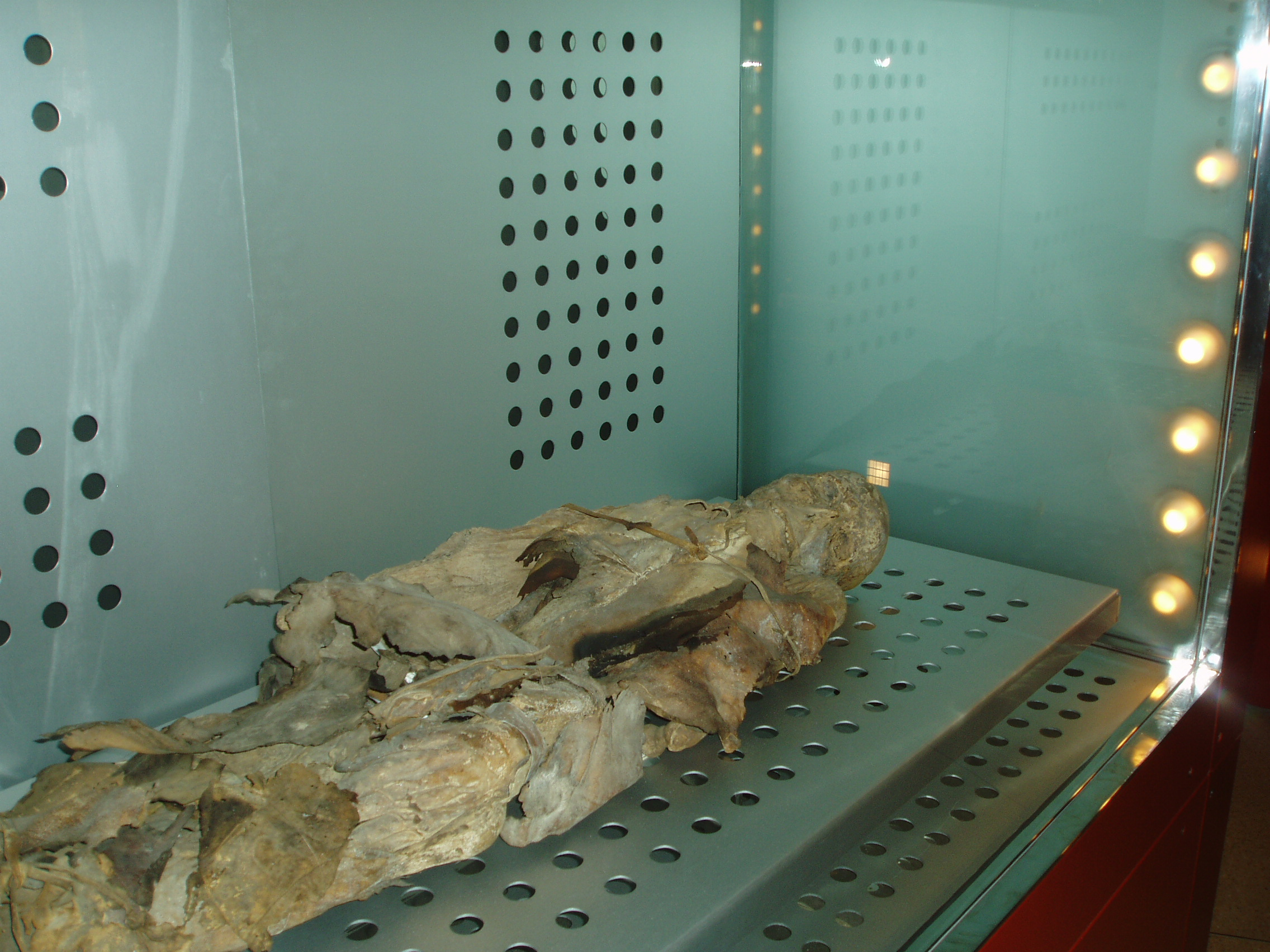
Mummia Guanche nel Museo de la Naturaleza y el Hombre di Tenerife

I Guanci imbalsamavano i loro morti, e sono state rinvenute molte mummie completamente disidratate, dal peso non superiore ai 3 o 4 kg. Due grotte quasi inaccessibili aperte in una parete rocciosa verticale vicino alla costa a 5 km da Santa Cruz de Tenerife conterrebbero ancora resti ossei. Esistevano diverse procedure di imbalsamazione. A Tenerife il cadavere era semplicemente svuotato degli organi interni, lasciato essiccare al sole e avvolto in pelli di capra o di pecora, mentre su altre isole si faceva uso di un prodotto resinoso per conservare il corpo, che in seguito veniva collocato in una caverna di difficile accesso, o sepolto sotto un tumulo.

### Sokushinbutsu
Si tratta di un particolare rito di "autoimmumificazione" praticato in Giappone, da numerosi monaci buddhisti già dall'XI secolo. A differenza delle altre pratiche di mummificazione, prevedeva la preparazione a tale processo quando il soggetto era ancora in vita, tramite rigidissime pratiche di digiuno e meditazione che terminavano con la morte.

## Farmacopea
La mummia è menzionata tra i rimedi in uso nel XVII secolo e compare tra i prodotti delle farmacopee fino alla metà del Settecento. Per i primi decenni del secolo successivo tale materia fu oggetto di analisi e studi. Il medico Paolo Gorini a Lodi ne fa scopo di sperimentazione anche con l'obiettivo di avere corpi adatti alle esercitazioni anatomiche.
Il milanese Carlo Ignazio Busca riportò in patria la mummia dello scriba e disegnatore Pthamose all'inizio della XIX dinastia (1305-1200 a.C.). Il cimelio era completo di sarcofago e papiro (Libro dei morti) su "come uscire dal giorno". Gli eredi dovettero decidere che fare di questo souvenir e, consigliati dal dottor Pessani dell'Ospedale Ciceri-Agnesi Fatebenesorelle, si convinse dell'utilità della donazione alla farmacia dell'Istituto. Il Fatebenesorelle fu poi unito all'Ospedale Maggiore di Milano nel 1863, dal quale poi passò, nel 1925 al Fatebenefratelli, mentre la mummia entrò a far parte delle Civiche raccolte archeologiche e numismatiche del Castello Sforzesco. Il papiro, invece, resta presso l'Archivio del Policlinico.